# Стадион Кенсингтон Овал
Стадион Кенсингтон Овал (енгл. Kensington Oval) је стадион који се налази западно од главног града Бриџтауна на острву Барбадос. То је еминентни спортски објекат на острву и првенствено се користи за крикет. Стадион је био домаћин многим важним утакмицама крикета између локалних, регионалних и међународних тимова током своје више од 120-годишње историје.

## Историја
Крикет на стадиону Овал је почео 1882. године када је Пиквик крикет клуб преузео формално власништво над тереном. Прва међународна утакмица одржана је 1895. године када је екипа Слејд Лукаса гостовала на Барбадосу. Први тест меч одржан је у јануару 1930, када су Западна Индија и Енглеска играле нерешено. Овај тест се индиректно помиње у британској телевизијској серији „Дарлинг Будс Меј”. Од отварања стадиона, одиграна су укупно 43 тест меча на теренима Кенсингтон Овал, од којих је 21 меч победио крикет тим Западне Индије. Нови стадион је обележен кроз две барбадошке поштанске марке из 2007. године.

## Погодности
У 2005. и 2007. години, стадион, који се налази у близини Бриџтауна, претрпео је велику модернизацију и преуређење. Трошкови за ово износили су 90 милиона БДС$. Обновљене су скоро све трибине а посебно медијски простор. Капацитет стадиона Кенсингтон Овала је повећан са 12.500 на 28.000.
Стадион има велики екран и базен са којег гледаоци могу да гледају утакмице. Иза базена је травнати простор коју посетиоци могу да користе за пикник.
Два краја се зову Малколм Маршал енд и Џоел Гарнер енд.

## Догађаји
Дана 28. априла 2007, Кенсингтон Овал је био домаћин финала Светског првенства у крикету 2007. између репрезентација Аустралије и Шри Ланке, пошто је претходно био домаћин неколико финалних утакмица на стадиону. Овде се такође одиграло неколико мечева и финале ИЦЦ Ворлд Твенти20 2010 између Аустралије и Енглеске.